# واتارو هاشیموتو
واتارو هاشیموتو (انگلیسی: Wataru Hashimoto؛ زادهٔ ۱۴ سپتامبر ۱۹۸۶) بازیکن فوتبال اهل ژاپن است.
از باشگاه‌هایی که در آن بازی کرده‌است می‌توان به باشگاه فوتبال اوراوا رد دیاموندز و باشگاه فوتبال کاشیوا ریسول اشاره کرد.